# Бажане Друге
Бажане Друге — село Мар'їнської міської громади Покровського району Донецької області, Україна. У селі мешкає 240 людей.

## Загальні відомості
Розташоване на лівому березі р. Вовча. Відстань до райцентру становить близько 19 км і проходить автошляхом місцевого значення.
Землі села межують із територією м. Гірник Селидівської міської ради Донецької області.
10 квітня 2024 року Комітет Верховної Ради України з питань організації державної влади, місцевого самоврядування, регіонального розвитку та містобудування підтримав перейменування села на Бажане Друге.

## Населення
За даними перепису 2001 року населення села становило 240 осіб, із них 86,25 % зазначили рідною мову українську та 13,75 % — російську
.